# Xung đột biên giới Ấn Độ-Bangladesh 2001
Xung đột biên giới Ấn Độ-Bangladesh năm 2001 diễn ra khi quân đội Ấn Độ và Bangladesh đấu súng dọc đường biên giới vốn có nhiều kẽ hở của họ, một dấu hiệu cho thấy tình hình ngày một căng thẳng giữa lực lượng quân đội hai quốc gia Nam Á láng giềng này.

## Mở màn
Hành động của Ấn Độ xuất phát từ việc Bangladesh đưa quân đến bao vây làng Pyrdiwah. Các quan chức Bangladesh tuyên bố ngôi làng thuộc chủ quyền của mình. Trước đó, hai nước đã có một số cuộc họp nhằm giải quyết tranh chấp lãnh thổ, nhưng đều thất bại.
Căng thẳng dọc biên giới hai nước, ngày 18 tháng 4, đã biến thành xung đột bạo lực khiến binh lính cả hai bên thiệt mạng.

## Giao tranh
Cuộc đụng độ nổ ra sau khi lính biên phòng Ấn Độ vượt qua biên giới thuộc địa phận huyện Kurigram, tấn công hai chốt biên phòng để truy đuổi những kẻ buôn lậu gia súc từ phía bên kia biên giới trở về Ấn Độ khiến các binh sĩ Bangladesh nổ súng. Thiếu tướng Fazlur Rahman, chỉ huy lực lượng biên phòng Bangladesh, nói quân đội Ấn Độ sử dụng súng cối tấn công làm hai lính Bangladesh thiệt mạng. Phía Ấn Độ cũng chịu tổn thất; 16 binh lính chết.
Khoảng 200 người phải sơ tán khỏi nhà của họ ở khu vực biên giới thuộc bang Tây Bengal (Ấn Độ) khi nổ ra cuộc đấu súng. Hai bên đã bắn khoảng 300 phát đạn. Vụ việc xảy ra chưa đầy hai tuần sau khi Bangladesh tố cáo binh lính Ấn Độ giết hại 4 dân làng của nước này.
Bangladesh và Ấn Độ luôn cáo buộc lẫn nhau về các vụ nổ súng ở dọc đường biên giới chung. Trận đấu súng này, cùng với các vụ đụng độ thường xuyên giữa binh sĩ hai nước, đã làm xấu đi quan hệ giữa hai nước láng giềng có chung đường biên giới dài 4.000 km.
Đêm ngày 19 tháng 4, một binh sĩ của họ bị thiệt mạng vì trúng súng cối. Một dân thường của Ấn Độ bị thương. Vào Thứ Sáu, 20 tháng 4 tiếng súng đã dịu bớt và Dacca chuẩn bị trao trả xác các binh lính Ấn Độ thiệt mạng trong cuộc đọ súng.

## Phản ứng
Ngày 19 tháng 4, Matxcơva đã kêu gọi hai nước tìm biện pháp chấm dứt những bất đồng đối với vấn đề biên giới và xây dựng lòng tin thông qua các biện pháp chính trị và hoà bình.
Theo phát ngôn viên của Bộ Ngoại giao Nga Alexander Yakovenko, Matxcơva lo ngại về tình hình an ninh ở khu vực biên giới chung giữa hai nước, đặc biệt sau vụ 16 lính biên phòng Ấn Độ, 2 nhân viên an ninh Bangladesh bị thiệt mạng và nhiều người khác bị thương. Ông Yakovenko cho rằng đây không phải là cuộc đụng độ đầu tiên trên vùng biên giới giữa Ấn Độ và Bangladesh, nhưng nó trầm trọng hơn các lần trước. Nga hy vọng Dacca và Tân Delhi sẽ chung sức tìm biện pháp thích hợp chấm dứt xung đột và duy trì mối quan hệ truyền thống tốt đẹp giữa hai bên.

## Chấm dứt
Sau đụng độ, ngày 19 tháng 4, Ấn Độ và Bangladesh đã cùng kiềm chế và tránh va chạm. Cả hai nước đều bày tỏ sự hối tiếc trước những cái chết của binh sĩ và mong muốn phục hồi mối quan hệ láng giếng vốn thân thiện xưa nay.
Quân đội Bangladesh đã rút khỏi làng Pydrwah, nằm trên bang Meghalaya của Ấn Độ. Chính phủ hai nước nhất trí rút quân khỏi các chốt biên phòng và Tân Delhi giành lại quyền kiểm soát làng Pydrwah, sau khi lính Bangladesh rút đi.
Đụng độ khiến người dân hai bờ biên giới phải chạy sang các khu vực khác. Sau đó, Ấn Độ và Bangladesh vẫn tồn tại những tranh chấp về chủ quyền một số ngôi làng dọc biên giới.